# تند (آلبوم)
«تند» آلبومی از راش است که در سال ۱۹۸۹ میلادی منتشر شد.